# Exetastes cyaneus
Exetastes cyaneus là một loài tò vò trong họ Ichneumonidae.